# Liga 1 de Moldavia 2024-25
La Liga 1 de Moldavia 2024-25 fue la edición número 34 de la Liga 1 de Moldavia, y la tercerta bajo el nombre Liga 1. La temporada comenzó el 9 de agosto de 2024 y finalizó el 10 de mayo de 2025.

## Participantes
| Club                | Location     |
| ------------------- | ------------ |
| Stăuceni            | Stăuceni     |
| Fălești             | Fălești      |
| Iskra               | Rîbnița      |
| Olimp               | Comrat       |
| Vulturii Cutezători | Sîngerei     |
| Saksan              | Ceadîr-Lunga |
| Sheriff-2           | Tiraspol     |
| Speranis            | Nisporeni    |
| Speranța            | Drochia      |
| Univer              | Comrat       |
| FCM Ungheni         | Ungheni      |
| Victoria            | Chișinău     |

## Fase I

### Grupo A
| Pos. | Equipo              | Pts. | PJ | G  | E | P  | GF | GC | Dif. | Clasificación                    |
| ---- | ------------------- | ---- | -- | -- | - | -- | -- | -- | ---- | -------------------------------- |
| 1    | Sheriff-2           | 43   | 15 | 14 | 1 | 0  | 43 | 8  | +35  | Clasificado a la fase II Grupo 2 |
| 2    | Saksan              | 28   | 15 | 8  | 4 | 3  | 31 | 18 | +13  | Clasificado a la fase II Grupo 1 |
| 3    | Fălești             | 21   | 15 | 7  | 0 | 8  | 21 | 31 | −10  | Clasificado a la fase II Grupo 1 |
| 4    | Univer Comrat       | 15   | 15 | 4  | 3 | 8  | 21 | 27 | −6   | Clasificado a la fase II Grupo 2 |
| 5    | Speranis Nisporeni  | 12   | 15 | 3  | 3 | 9  | 17 | 22 | −5   | Clasificado a la fase II Grupo 2 |
| 6    | Vulturii Cutezători | 10   | 15 | 3  | 1 | 11 | 19 | 46 | −27  | Clasificado a la fase II Grupo 2 |

Actualizado a los partidos jugados el 7 de diciembre de 2024.
 Fuente: FMF

### Grupo B
| Pos. | Equipo            | Pts. | PJ | G  | E | P  | GF | GC | Dif. | Clasificación                    |
| ---- | ----------------- | ---- | -- | -- | - | -- | -- | -- | ---- | -------------------------------- |
| 1    | Victoria Chișinău | 34   | 15 | 11 | 1 | 3  | 51 | 21 | +30  | Clasificado a la fase II Grupo 1 |
| 2    | Stăuceni          | 26   | 15 | 8  | 2 | 5  | 35 | 25 | +10  | Clasificado a la fase II Grupo 1 |
| 3    | FCM Ungheni       | 22   | 15 | 7  | 1 | 7  | 33 | 35 | −2   | Clasificado a la fase II Grupo 2 |
| 4    | Iskra Rîbnița     | 20   | 15 | 6  | 2 | 7  | 26 | 33 | −7   | Clasificado a la fase II Grupo 2 |
| 5    | Olimp Comrat      | 16   | 15 | 4  | 4 | 7  | 26 | 42 | −16  | Clasificado a la fase II Grupo 2 |
| 6    | Speranța Drochia  | 11   | 15 | 3  | 2 | 10 | 27 | 42 | −15  | Clasificado a la fase II Grupo 2 |

Actualizado a los partidos jugados el 7 de diciembre de 2024.
 Fuente: FMF

## Fase II

### Grupo I
| Pos. | Equipo         | Pts. | PJ | G | E | P  | GF | GC | Dif. | Clasificación                 |
| ---- | -------------- | ---- | -- | - | - | -- | -- | -- | ---- | ----------------------------- |
| 1    | Dacia Buiucani | 28   | 10 | 9 | 1 | 0  | 38 | 3  | +35  | Superliga de Moldavia 2025-26 |
| 2    | Saksan         | 23   | 10 | 7 | 2 | 1  | 38 | 8  | +30  | Clasificado a los play-offs   |
| 3    | Stăuceni       | 19   | 10 | 6 | 1 | 3  | 17 | 14 | +3   | Clasificado a los play-offs   |
| 4    | Victoria       | 12   | 10 | 4 | 0 | 6  | 21 | 20 | +1   | Clasificado a los play-offs   |
| 5    | Fălești        | 6    | 10 | 2 | 0 | 8  | 12 | 30 | −18  | Clasificado a los play-offs   |
| 6    | Florești       | −3   | 10 | 0 | 0 | 10 | 3  | 54 | −51  | Clasificado a los play-offs   |

Actualizado a los partidos jugados el 3 de mayo de 2025.
 Fuente: FMF
Notas:
1. ↑  se le descontaron 3 puntos

### Grupo II
| Pos. | Equipo                  | Pts. | PJ | G | E | P | GF | GC | Dif. | Clasificación                  |
| ---- | ----------------------- | ---- | -- | - | - | - | -- | -- | ---- | ------------------------------ |
| 1    | Sheriff-2               | 16   | 7  | 5 | 1 | 1 | 22 | 5  | +17  | Inelegible para los play-offs. |
| 2    | Speranis                | 14   | 7  | 4 | 2 | 1 | 12 | 6  | +6   | Clasificado a los play-offs.   |
| 3    | Univer                  | 13   | 7  | 3 | 4 | 0 | 8  | 5  | +3   | Clasificado a los play-offs.   |
| 4    | Iskra Rîbnița           | 10   | 7  | 2 | 4 | 1 | 8  | 7  | +1   | Clasificado a los play-offs.   |
| 5    | Olimp                   | 9    | 7  | 3 | 0 | 4 | 15 | 22 | −7   | Clasificado a los play-offs.   |
| 6    | FCM Ungheni             | 9    | 7  | 2 | 3 | 2 | 14 | 14 | 0    | Clasificado a los play-offs.   |
| 7    | Speranța(D)             | 4    | 7  | 1 | 1 | 5 | 5  | 15 | −10  | Descenso a la Liga 2 2026.     |
| 8    | Vulturii Cutezători (D) | 1    | 7  | 0 | 1 | 6 | 4  | 14 | −10  | Descenso a la Liga 2 2026.     |

Actualizado a los partidos jugados el 3 de mayo de 2025.
 Fuente: FMF
(D):Descendido

## Play-offs de promoción

### Primera ronda
| Fecha     | Hora  | Partido            | Partido    | Partido       |
| --------- | ----- | ------------------ | ---------- | ------------- |
| 7 de mayo | 16:00 | Speranis Nisporeni | 3-1        | Olimp Comrat  |
| 7 de mayo | 17:00 | Univer Comrat      | 2-3 (Pró.) | Iskra Rîbnița |

### Segunda ronda
| Fecha      | Hora  | Partido           | Partido    | Partido            |
| ---------- | ----- | ----------------- | ---------- | ------------------ |
| 16 de mayo | 16:00 | Saksan            | 4-0        | Iskra Rîbnița      |
| 17 de mayo | 16:00 | Victoria Chișinău | 3-1        | FCM Ungheni        |
| 17 de mayo | 16:00 | Stăuceni          | 0-1        | Speranis Nisporeni |
| 17 de mayo | 16:00 | Fălești           | 2-0 (Pró.) | Florești           |

### Tercera ronda
| Fecha      | Hora  | Partido           | Partido | Partido            |
| ---------- | ----- | ----------------- | ------- | ------------------ |
| 21 de mayo | 17:00 | Victoria Chișinău | 0-2     | Speranis Nisporeni |
| 21 de mayo | 17:00 | Saksan            | 2-0     | Fălești            |

### Cuarta ronda
| Fecha      | Hora  | Partido | Partido | Partido            |
| ---------- | ----- | ------- | ------- | ------------------ |
| 28 de mayo | 17:00 | Saksan  | 4-0     | Speranis Nisporeni |

## Goleadores
Actualizado el 3 de mayo de 2025.
| Pos. | Jugador         | Club       | Goles |
| ---- | --------------- | ---------- | ----- |
| 1    | Bogdan Musteață | Saksan     | 20    |
| 2    | Nicolae Țelic   | Saksan     | 19    |
| 3    | Serghei Decev   | Olimp      | 18    |
| 4    | Daniel Dosca    | Stăuceni   | 17    |
| 5    | Maxim Danilov   | Speranis   | 14    |
| 6    | Nicolae Spătar  | Sheriff II | 13    |